# ホセ・マルティ大学
ホセ・マルティ大学（西: Universidad Popular José Martí）はキューバの独立戦争の英雄のホセ・マルティの名前を冠した大学。
キューバ共産党の強い影響下にあり、政府が教育政策をすべて決定する。1923年によって学生運動の指導者によって設立。共産主義イデオロギーの形成を確実にする内容の教育が行われるため、当時の大統領で自由党出身のヘラルド·マチャドは「共産主義のプロパガンダの危険な温床」として非難し、1927年に、一度閉鎖命令がでた。
現在は共産主義を広めるためではなく、国際貢献する学生を育てるという名目のもと、エボラ出血熱の治療のための医療部隊や平和貢献部隊や台風などへの災害支援部隊に貢献する学生を養成している。
彼らはニカラグア、パキスタン、東ティモール、ハイチ、モザンビークなどで活躍する。
- 学長ホルヘアンドレス·ディアス·ロペス
- 書記長ロドリゲス·デ·アルマス
- 理学部
- 人文学部
- 教育学部
- コンピュータサイエンス技術学部
- 経済学部
- 芸術学部
- 経営学部
- 防災学部
- マルクス歴史学部

などがある。
公式

公式フェイスブック